# Skandinaviska Enskilda Banken
Skandinaviska Enskilda Banken AB (SEB) je finančna skupina, ki deluje v Severni Evropi. Glavna področja delovanja so bančne storitve, pomembna pa je tudi na področju življenjskih zavarovanj. Je lastnica Eurocarda. Banko je ustanovila znana švedska družina Wallenberg.